# Валуево (Амурская область)
Валу́ево — село в Завитинском районе Амурской области. Входит в состав Преображеновского сельсовета.

## География
Село Валуево находится в 10 км к юго-востоку от города Завитинск, расположено вблизи Транссиба. В 4 км северо-восточнее села проходит федеральная автомагистраль Чита — Хабаровск.
Расстояние до административного центра Преображеновского сельсовета села Преображеновка — 10 км.

## История
Основано в 1893 году под названием Рогожино (по фамилии первого поселенца). В 1910 году переименовано в Валуево — в честь амурского военного губернатора А. М. Валуева (1861—1935), занимавшего этот пост в 1910—1913 годах.

## Население
| 2002 | 2010 | 2012 | 2013 | 2014 | 2015 | 2016 |
| ---- | ---- | ---- | ---- | ---- | ---- | ---- |
| 39   | ↗147 | ↘141 | ↘137 | ↘128 | ↘125 | ↘120 |
| 2017 | 2018 |      |      |      |      |      |
| ↘115 | ↘112 |      |      |      |      |      |

## Улицы
В селе имеются две улицы: Новая и Центральная.

## Транспорт
Станция Дея Забайкальской железой дороги.

## Известные уроженцы
- Калинин, Юрий Тихонович (род. 1938) — советский и российский учёный. Доктор технических наук.